# Oxychloris
Oxychloris és un gènere monotípic de plantes de la subfamília de les cloridòidies, família de les poàcies. La seva única espècie: Oxychloris scariosa és originària d'Austràlia.
El gènere fou descrit per Michael Lazarides i publicat a Nuytsia 5(2): 283. 1985.

## Sinonímia
- Chloris scariosa F. Muell.[2]